# Anton Hess
Pour les articles homonymes, voir Hess.
Anton Heinrich Hess, né le 20 août 1838 à Munich et mort le 11 avril 1909 à Munich, est un sculpteur bavarois de l'historicisme.

## Biographie
Hess descend d'une famille d'artistes. Son grand-père, Carl Ernst Christoph Hess, était dessinateur et graveur sur cuivre, son père, Heinrich Maria von Hess, peintre sur vitraux ; son oncle Peter von Hess et son frère August Hess (1834-1893) étaient peintres d'histoire.
Hess est formé par Caspar von Zumbusch. Comme son grand-père et son père avant lui, il fait son Grand Tour en Italie en 1866-1868. Il est nommé en 1875 professeur à 
l'École royale des arts et métiers de Munich et en 1909, professeur à l'École supérieure technique de Munich.

## Sépulture
La sépulture d'Anton Hess se trouve au Alter Südfriedhof de Munich (division 40 – rangée 12 – place 7/8).

## Disciples
L'on compte parmi ses disciples Gustav Rutz, Karl Krauß (de), Josef Flossmann (de), Georg Pezold (de) et Heinrich Düll.

## Œuvres

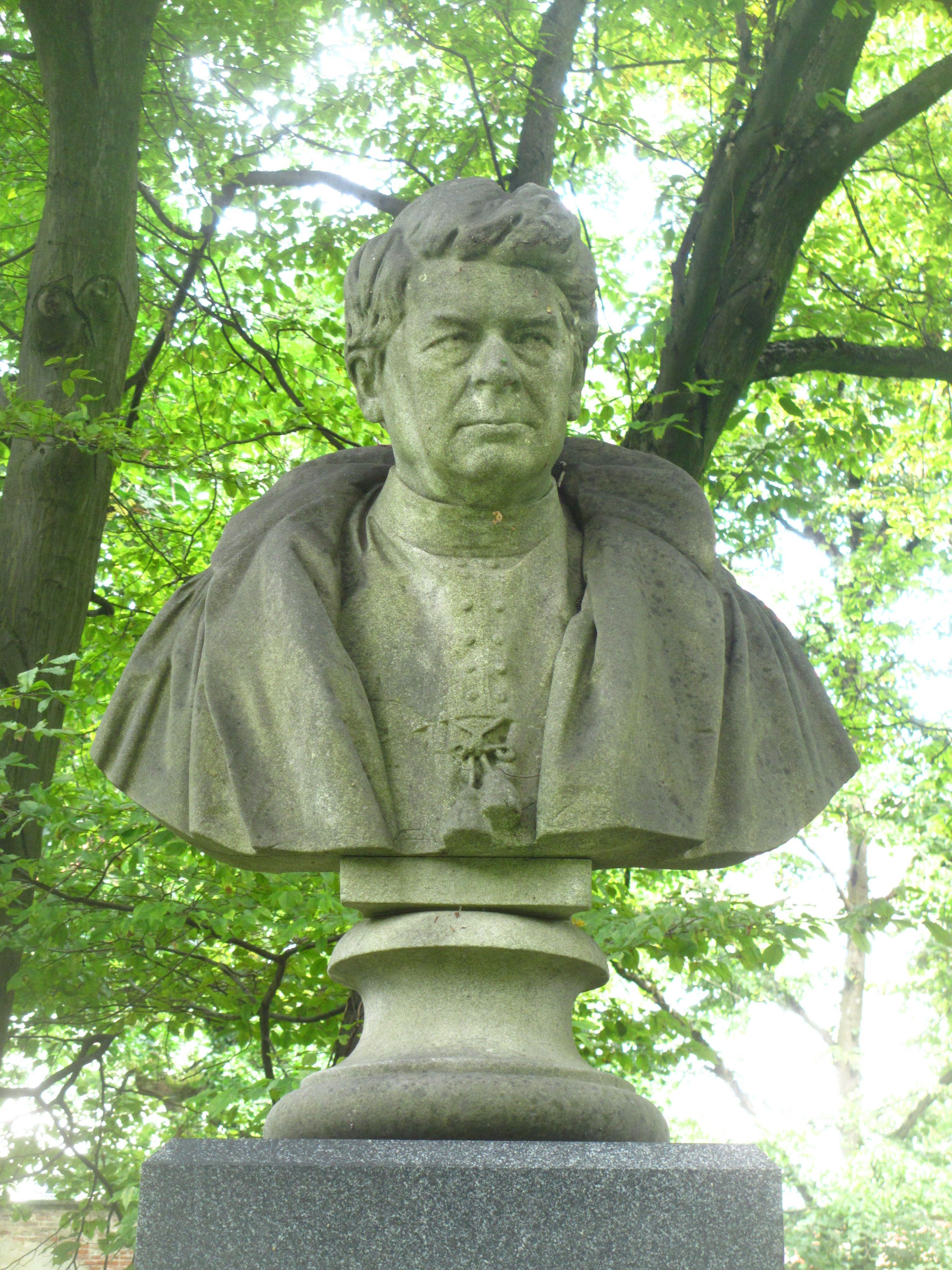
Buste en marbre sur la tombe de Karl von Pfeufer (Alter Südfriedhof de Munich).

Hess s'est spécialisé dans l'art funéraire, les épitaphes et les statues d'art sacré, ainsi que les sculptures allégoriques :
- Allégorie des Vertus civiques (industrie, domesticité, courage civique, charité) sur la façade du nouvel hôtel de ville de Munich (Marienplatz 8, Munich), 1869
- Groupe sculpté et deux figures au lycée Guillaume (de) (Thierschstr. 46, Munich), 1875-1877
- Sculptures de la façade Ouest néobaroque de l'église du Saint-Esprit de Munich, 1885-1888
- Les Quatre Facultés (collège de l'Université, Universitätsstraße 15, Erlangen), 1886-1889
- Buste de Louis Link (à la Katharinenstift, Heilbronn), 1892[1]
- Les Quatre Évangélistes (maître-autel de Saint-Bennon, Ferdinand-Miller-Platz 1, Munich-Neuhausen), 1893-1895
- Allégorie de la Défense (sur l'attique de l'avant-corps Nord-Est du palais de justice de Munich, près de l'allégorie de l'Accusation, Elisenstraße 1a, Munich), 1891-1898
- Saint François et saint Fidèle de Sigmaringen (façade de l'église des Capucins Saint-Antoine-et-Saint-Laurent, Kapuzinerstraße 36, Munich), vers 1895
- Quatre statues sur l'attique des Archives d'État de Bamberg (Lothar Franz von Schönborn, Eugen Montag (de), Frédéric III de Brandebourg-Bayreuth et Balthasar Neumann)[2].